# Deutsche Cannabis
Die Deutsche Cannabis AG mit Sitz in Hamburg ist eine seit 2014 im Aufbau befindliche Private-Equity-Beteiligungsgesellschaft für Unternehmen der Hanfwirtschaft. Sie entstand aus dem Börsenmantel der F.A.M.E. AG, einer ehemaligen Münchner Film- und Musikproduktionsgesellschaft. Die Aktien des Unternehmens, das im Geschäftsjahr 2015 weder Mitarbeiter beschäftigte noch Umsatz erwirtschaftete, sind im regulierten Markt an der Frankfurter Wertpapierbörse („General Standard“) notiert.

## Geschichte
1999 wurde in München die F.A.M.E. Film & Medien Entertainment AG als Gesellschaft für „Produktion, Handel und Verleih von Ton-, Film-, Internet-, Video- und Musikprodukten und sonstigen audiovisuellen Medienprodukten alle Art“ gegründet. Sie diente als Börsenvehikel für die Münchner IMA Medien GmbH, die sie 2000 durch Fusion übernahm. Im gleichen Jahr – auf dem Höhepunkt des Dotcom- und „TMT“-Spekulationsblase (Technologie, Medien und Telekommunikation) – erfolgte der Börsengang im Neuen Markt, bei dem rund 18,5 Millionen DM an Kapital eingeworben wurden.
Nachdem das Unternehmen seine finanziellen Mittel in die Produktion von Filmen wie Das Phantom, Ratten – Sie werden dich kriegen! und Deathwatch und die Musikproduktion unter anderem von Schandmaul und Florian Ast investiert und hohe Verluste erwirtschaftet hatte, beschlossen Vorstand und Aufsichtsrat 2002 die Auflösung der Gesellschaft. Die F.A.M.E.-Aktie war seit 2001 wegen zahlreicher Gewinnwarnungen in der „Zuchthaus“-Kategorie der satirischen Börsenwebsite nemwax aufgeführt.
Nach Abwicklung beziehungsweise Verkauf des Film- und Musik-Produktionsgeschäfts des inzwischen in F.A.M.E. AG unbenannten Unternehmens fiel die Entscheidung, dessen Börsenmantel als Beteiligungsgesellschaft im Bereich Erneuerbare Energien neu auszurichten. Man vergab kurzzeitig ein Darlehen an einen insolventen Fernwärmenetzbetreiber im Saarland und betrieb vorübergehend eine Solaranlage in Collrunge (Ostfriesland). Der Firmensitz wurde nach Berlin verlegt. 2013 wurde die F.A.M.E. AG zahlungsunfähig und stellte Insolvenzantrag, zog diesen jedoch wenige Monate später nach einem unerwarteten Zahlungseingang wieder zurück.

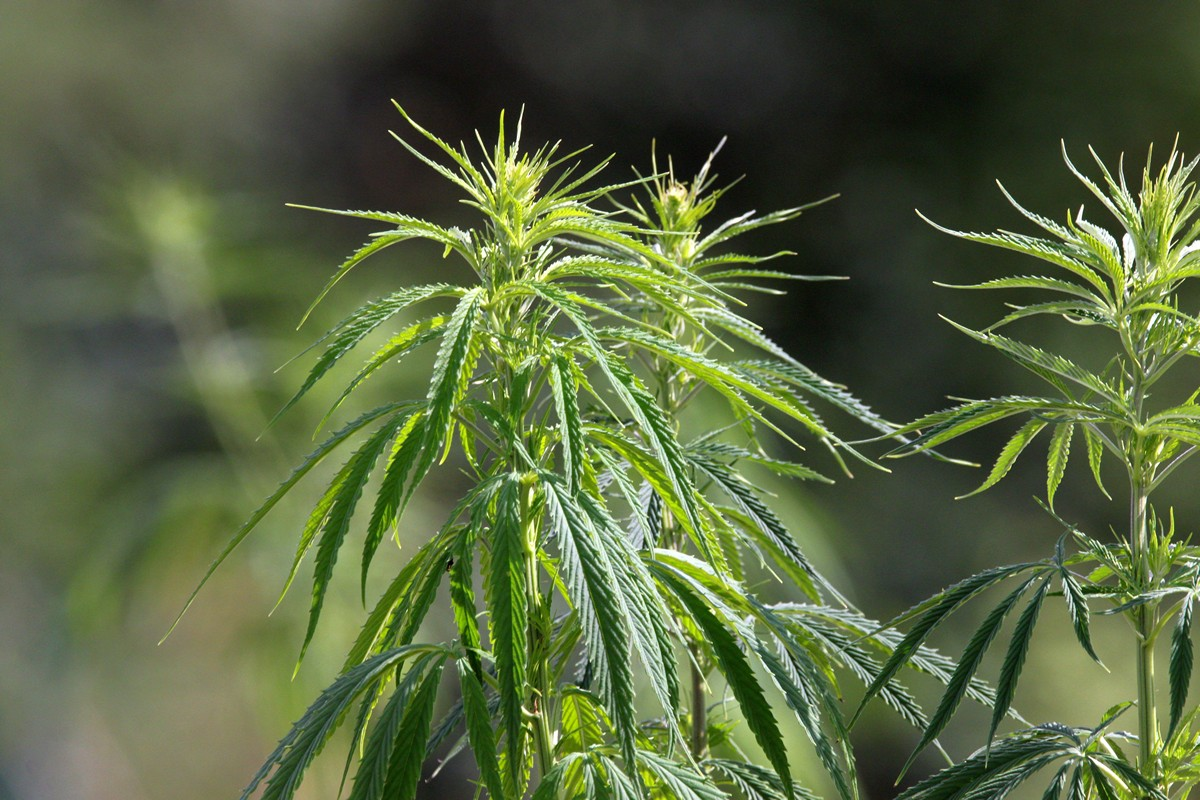
Industriell angebauter Hanf

Auf der Suche nach einem besseren Geschäftsmodell nahmen die Eigentümer des Unternehmens die Legalisierung des Besitzes und Verkaufs von Marihuana in mehreren US-Bundesstaaten im Jahr 2014 zum Anlass, den Unternehmenszweck in die Beteiligung an Unternehmen der Hanfwirtschaft zu ändern. Die Gesellschaft wurde dazu in Deutsche Cannabis AG umbenannt und versuchte, neues Kapital einzuwerben. 2015 erfolgte als erstes Investment eine Beteiligung an der Cannabis-Beteiligungsgesellschaft ManhattanCannaFund LLC in Florida und 2016 eine Mehrheitsbeteiligung an dem Hamburger Start-up-Unternehmen CannyPets GmbH, das hanfhaltige Tiernahrung anbieten möchte.
2016 erlegte die Bundesanstalt für Finanzdienstleistungsaufsicht (BaFin) der Deutschen Cannabis AG ein Zwangsgeld in Höhe von 140.000 Euro auf, weil das Unternehmen vier Jahre lang seiner Pflicht zur Vorankündigung und Veröffentlichung von Finanzberichten nicht nachgekommen war.
2018 wurde der Firmensitz von Berlin nach Hamburg verlegt.
Nach einem vorangegangenen Insolvenzantrag gegen die Gesellschaft wurde mit Beschluss des Amtsgerichts Hamburg am 28. Januar 2021 ein Insolvenzverfahren eröffnet.
Der Handel mit Aktien der Deutschen Cannabis AG wurde am 23. September 2021 bis auf weiteres eingestellt.

## Eigentümerstruktur
| Anteil  | Anteilseigner                                 |
| ------- | --------------------------------------------- |
| 20,69 % | Intercap Beteiligungs UG (haftungsbeschränkt) |
| 6,86 %  | Carsten Siegemund                             |
| 5,17 %  | Craig P. Longhurst                            |
| 5,17 %  | Harold B. Woolfolk                            |
| 62,11 % | Streubesitz                                   |

(Stand: 17. September 2018)